# Ahe-Hammer

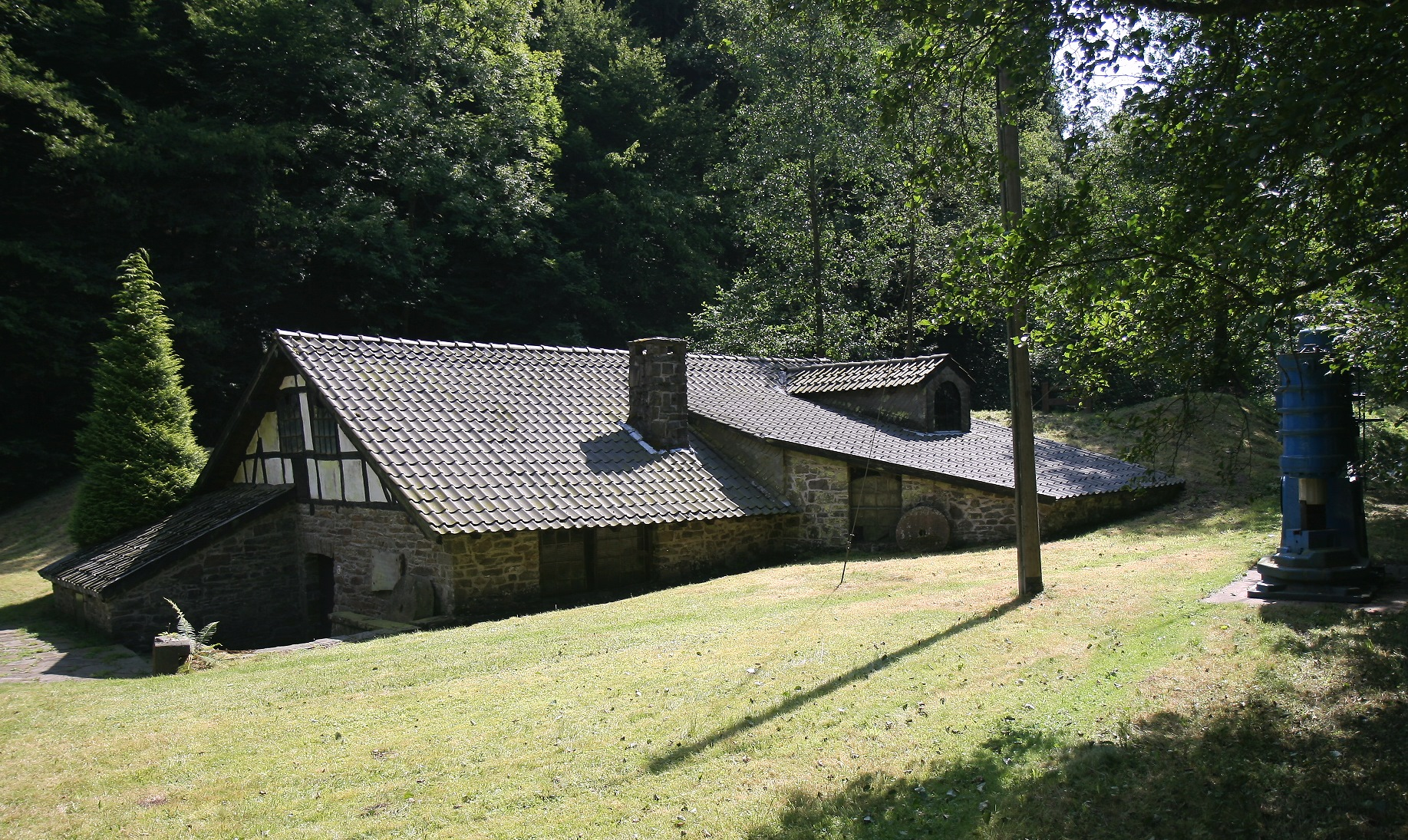
Der Ahe-Hammer

Der Ahe-Hammer ist ein denkmalgeschütztes Gebäude in Herscheid, einer Gemeinde im Märkischen Kreis (Nordrhein-Westfalen). Das Gebäude steht im Tal der Schwarzen Ahe, eines Nebenflusses der Verse. Das Industriedenkmal ist eine alte Hammerschmiede, sie gehört zu den Anfängen der Krupp Brüninghaus GmbH. Das Gebäude ist ein Schauobjekt und beherbergt ein betriebsfähiges, vollständig erhaltenes Hammerwerk, in dem Osemundeisen hergestellt wurde. Neben dem Hammer sind noch die Schreibstube, die Schlafstube für die Schmiede und der alte Kohlenbunker erhalten.

## Geschichte, Architektur und Technik
Die Unternehmerfamilie Brüninghaus errichtete hier im 16. Jahrhundert eine Hammerschmiede. Die Familie gewann und verhüttete Erz in der Umgebung. Die Reidemeister Peter Wilhelm Wigginhaus, Caspar Rentrop und Peter Wilhelm Brüninghaus wurden in einem Verzeichnis von 1733 als Besitzer der Osemundhämmer genannt. In einem Vermerk heißt es wurde vor undenklichen Jahren erbaut. In einem weiteren Verzeichnis aus dem Jahr 1767 wurden die erforderlichen Arbeitskräfte für die Produktion aufgelistet: zwei Schmiede, ein Hammerzöge und ein Lehrjunge. Der Hammer in seiner heutigen Form wurde 1884 errichtet, er blieb bis 1941 in Betrieb. In den Herdfeuern wurde das Roheisen erhitzt und anschließend mit zwei Schwanzhämmern bearbeitet. Dem Roheisen wurde, um es geschmeidiger zu machen, der Kohlenstoff entzogen, dies erleichterte die Herstellung von Drahtwaren.
Das auf einem unregelmäßigen Grundriss stehende Gebäude wurde aus Grauwacke gemauert, die Giebel sind in Fachwerk konstruiert. Das Dach ist flach herabgezogen und niedrig. Der Bau ist mit der Jahreszahl „1843“ bezeichnet und wurde 1884 erwähnt. Ein Hammer existierte hier nachweislich seit 1562. Das Wasser der Ahe wurde in einem Hammerteich gespeichert und trieb die Hämmer an. Das Wasser fiel auf zwei oberschlächtige Wasserräder mit einem Durchmesser von etwa drei Metern. Ein Getriebe treibt die Hammerachse an, hierbei handelt es sich um einen fast sieben Meter langen Eichenstamm mit einem Durchmesser von nahezu einem Meter. Der Stamm ist im Riedwerk mit zwei Nocken aus Eisen gelagert. In der Schmiede werden zwei Hämmer betreiben, einer wiegt 160 kg, der andere 90 kg, sie bestehen aus dem Hammerhelf (dem Stamm) und der beidseitig zugespitzten Hülse. Die Hammerköpfe sind zwischen den beiden Platteisen beweglich gelagert. Unter dem Hammer steht jeweils ein Amboss aus Stahl, der auf der sogenannten Schabotte im Erdreich verankert ist. Das Wasserrad wird durch Ziehen des Schütts am Flutkasten in Bewegung gesetzt, und eiserne Zähne, die kranzförmig auf der Hammerachse sitzen, treffen von oben auf das Helfband und werfen den Hammer nach unten. Durch die bewegliche Lagerung hebt sich der Hammer, der Hammer schlägt mit großer Wucht auf das Werkstück. Ein zweites Rad bewegt über eine Kurbel einen Kolben auf und nieder und sorgt somit für den nötigen Wind für die Schmiedefeuer.

## Besitzerwechsel
Seit dem 1. Januar 2013 ist die Stiftung Industriedenkmalpflege und Geschichtskultur Eigentümerin der Anlage. Die Thyssen-Krupp AG, die bis 2011 ein Federwerk in Werdohl betrieb, übergab das Denkmal an die Stiftung. Nach umfangreichen Sanierungsmaßnahmen in den Jahren 2014/15 soll der Ahe-Hammer ab dem Frühjahrsommer 2016 regelmäßig zur Besichtigung geöffnet werden.